# Shahmīrzād
Shahmīrzād (persiska: شهميرزاد, شَميرزاد) är en ort i Iran.   Den ligger i provinsen Semnan, i den centrala delen av landet, 170 km öster om huvudstaden Teheran. Shahmīrzād ligger 1 960 meter över havet och antalet invånare är 7 273.
Terrängen runt Shahmīrzād är kuperad söderut, men norrut är den bergig. Runt Shahmīrzād är det glesbefolkat, med 11 invånare per kvadratkilometer. Närmaste större samhälle är Mahdishahr, 6,7 km söder om Shahmīrzād. Trakten runt Shahmīrzād består i huvudsak av gräsmarker.